# Ernst Beier
Ernst Beier  (* 11. Januar 1927 in Kamen; † 24. Februar 2011) war ein deutscher Chemiker und Hochschullehrer. Er war Rektor der Fachhochschule Bergbau in Bochum.

## Leben
Ernst Beier wuchs in einer Bergarbeitersiedlung in Kamen auf. Nach der Schule absolvierte er eine Ausbildung zum Chemiefacharbeiter bei den Chemischen Werken Essener Steinkohle in Bergkamen. 1943 war er Teilnehmer am Reichsberufswettkampf und wurde in das Begabtenförderungswerk des Deutschen Volkes aufgenommen. Im Alter von 17 Jahren wurde Beier zum Einsatz an der Ostfront eingezogen, wo er verwundet wurde. Von 1946 bis 1949 studierte er an der Staatlichen Ingenieurschule Essen und schloss als Chemie-Ingenieur ab. An der Bergschule Bochum ließ er sich zum Steiger ausbilden. Von 1952 bis 1957 studierte er Chemie an der Technischen Hochschule Aachen und schloss als Diplom-Chemiker ab. Die Promotion zum Dr. rer. nat. in Aachen erfolgte 1962. 1971 wurde Beier Professor für Chemie, Chemische und Thermische Verfahrenstechnik an der Fachhochschule Bergbau in Bochum. Dort war er von 1972 bis 1976 Dekan und von 1976 bis 1985 Rektor. Von 1986 bis 1988 hatte Beier die Leitung des Instituts für Chemie der Westfälischen Berggewerkschaftskasse inne. 1991 wurde er emeritiert.
Ernst Beier war Mitglied im Verein Deutscher Ingenieure (VDI), 1971 wurde er Mitglied des VDI-Bezirksvereins Bochum und von 1984 bis 1992 dessen erster Vorsitzender. Er initiierte den Bergbauwanderweg Ruhr-Universität.
Ernst Beier war verheiratet und Vater von drei Kindern. Er starb im Februar 2011 und wurde am 4. März 2011 auf dem Kommunalfriedhof in Bochum-Querenburg beigesetzt.

## Auszeichnungen
- 1958: Springorum-Denkmünze der RWTH Aachen
- 1987: Goldenes Ehrenzeichen der Rings Deutscher Bergingenieure
- 1988: Ehrenplakette des VDI[3]
- 1993: Ehrenmedaille des VDI[4]
- 2001: Bundesverdienstkreuz am Bande
- 2002: Ehrenzeichen des VDI[5]

## Schriften (Auswahl)
- Die Oxydation von Steinkohle an Luft. Westfälische Berggewerkschaftskasse, Bochum 1962.
- Umweltlexikon für Ingenieure und Techniker. VCH, Weinheim 1994, ISBN 3-527-28654-3.
- Als das Kohleöl noch floss. MultiLingua-Verlag, Bochum 1999, ISBN 3-932329-09-0.
- Bergbaurundweg „Ruhr-Uni“. Ponte-Press-Verlag, Bochum 2003, ISBN 3-920328-46-9.
- Ein Leben im Revier. Europäischer Universitätsverlag, Bochum 2006, ISBN 3-89966-171-0.